# 윤산중학교
윤산중학교(輪山中學校)는 부산광역시 금정구 금사동 505에 있었던 공립 중학교이다.

## 학교 연혁
- 1984년 12월 29일 : 금사여자중학교 개교
- 1985년 3월 1일 : 초대 이윤성 교장 취임
- 1985년 3월 5일 : 개교 및 제1회 입학식(616명)
- 1986년 2월 14일 : 제1회 졸업식(850명)
- 2001년 3월 1일 : 윤산중학교로 교명 변경, 남녀공학으로 학칙 변경
- 2013년 2월 6일 : 제25회 졸업식(109명, 누계 9576명)
- 2013년 2월 28일 : 29년만에 폐교

## 폐교 이후
폐교 이후, 윤산중학교 부지에는 부산산림교육센터가 2015년에 개관하였다.

## 동문
방탄소년단 지민